# Rahuste (Salme)
Rahuste – wieś w Estonii, w prowincji Sarema, w gminie Salme.